# Wana Udobang
Wana Udobang, còn có tên gọi là Wana Wana, là một nhà văn, nhà thơ, nhà báo, nhà làm phim và nhân vật truyền hình người Nigeria. Tác phẩm của cô đã xuất hiện trên BBC, Al Jazeera, Huffington Post, BellaNaija và The Guardian, Cô đã được mệnh danh là "một trong những người ảnh hưởng lớn nhất của thời kỳ phục hưng bằng tư tưởng mới của chúng tôi đang nhảy vào khoảng trống của truyền thống. " 

## Tiểu sử và Sự nghiệp
Udobang tốt nghiệp loại xuất sắc chuyên ngành báo chí của trường Đại học Nghệ thuật Sáng tạo. Sau khi tốt nghiệp, cô làm việc cho BBC World Service với tư cách là nhà sản xuất các tính năng tự do của Tập đoàn truyền thông này. Cô cũng làm việc như một nhà nghiên cứu tại Wise Buddah Productions, Trên các sản phẩm tiêu đề và Else.
Khi trở về Lagos, cô làm việc tại 92.3 Insp FM ở Lagos, Nigeria, trong sáu năm với tư cách là người dẫn chương trình và nhà sản xuất radio cho đài này.
Tiểu thuyết và thơ của cô đã được xuất bản trên Brittle Paper và các nơi khác trực tuyến và in. Cô là cựu thành viên của Hội thảo Nhà văn Sáng tạo Farafina được tổ chức hàng năm bởi một tổ chức, có tên Chimamanda Ngozi Adichie.
Là một nhà thơ tiêu biểu, cô đã có tầm ảnh hưởng trên khắp Nigeria. Album lời nói đầu tiên của cô, phát hành năm 2013, có tựa đề Dirty Laundry.
Năm 2017, cô phát hành album thứ hai, mang tên Trong ký ức quên lãng. Album được mô tả là "vô cùng dũng cảm", một "tiếng còi cho nữ quyền"  xoay quanh "gần như hoàn toàn xoay quanh những người phụ nữ kiên cường, chiến thắng và đấu tranh, tổn thương và quá trình biểu tình của họ để phản kháng lại bất công. Udobang mô tả nó là "một tập hợp các ký ức điều hướng các trải nghiệm trải dài từ những nơi đổ vỡ và đặt câu hỏi cho đến sự tự đổi mới của phụ nữ." 